# عبد الوهاب مورو
الدكتور محمد عبد الوهاب مورو باشا (10 ديسمبر 1893 ـ 23 مايو 1979) أستاذ جراحة مصري، شغل منصب مدير جامعة القاهرة بين عامي 1951 و1953.

## التعليم
تخرج مورو في مدرسة الطب عام 1915، وحصل على ليسانس الكلية الملكية للأطباء الباطنيين من لندن عام 1919، ثم زمالة كلية الجراحين عام 1920، وليسانس أمراض النساء والولادة من دبلن عام 1921، وماجستير الجراحة من الجامعة المصرية عام 1930.

## التدرج الأكاديمي
تدرج مورو في وظائف هيئة التدريس إلى أن أصبح أستاذًا للجراحة ورئيسا لأقسام الجراحة بكلية طب قصر العيني بين عامي 1936 و1949، ثم عميدًا لكلية الطب بين عامي 1949 و1951، وشغل منصب مدير جامعة القاهرة من 5 مايو 1951 إلى 24 يونيو 1953.
أنشأ مورو قسم الجراحة العامة بكلية طب عين شمس أثناء رئاسته لقسم الجراحة بقصر العيني، وقام بإنشاء أقسام التخصص في جراحة الطب والأعصاب والمسالك البولية وقسم الأمراض النفسية وهو عميد لكلية طب قصر العيني، كما أنشأ كلية الصيدلة ومعهد العلوم السياسية بجامعة القاهرة أثناء عمله مديرا لها.

## العمل السياسي
كان مورو عضوًا بلجنة الخمسين التي كلفت سنة 1954 بصياغة دستور جديد للبلاد بعد ثورة يوليو 1952.

## الجوائز والتكريم
- حصل على رتبة الباشوية في 11 فبراير 1946[3]
- جائزة الدولة التقديرية (1965)[1]

## أسرته
كان ابنه د. هاشم مورو (توفي عام 2008) أستاذًا لجراحة المسالك البولية بجامعة القاهرة، وابنه الآخر د. هشام مورو (ولد في 16 سبتمبر 1931) أستاذًا للجراحة العامة بالجامعة.